# Olszyna (wieś w województwie wielkopolskim)
Olszyna – wieś w Polsce, w województwie wielkopolskim, w powiecie ostrzeszowskim, w gminie Ostrzeszów.
W latach 1975–1998 miejscowość położona była w województwie kaliskim.
W 1690 w Olszynie urodził się kard. Jan Aleksander Lipski.

## Nazwa
Nazwa wsi pochodzi od nazwy drzewa olsza w języku staropolskim olszyna, olsza.
W Liber fundationis episcopatus Vratislaviensis, spisanej w latach 1295–1305 księdze uposażeń biskupstwa wrocławskiego, wieś wzmiankowana jest w zlatynizownej formie villa Olsina.

## Zabytki
W miejscowości znajduje się kościół św. Wawrzyńca leżący na terenie parafii Wniebowzięcia NMP w Ostrzeszowie. Wybudowano go w latach 1820–1821.